# Ivan Matejčić
Ivan Matejčić (Pazin, 23. siječnja 1950.), hrvatski konzervator, povjesničar umjetnosti i sveučilišni profesor.

## Životopis
Diplomirao je povijest umjetnosti i talijanski jezik i književnost na Filozofskom fakultetu u Zagrebu 1973. Od 1977. radi kao povjesničar umjetnosti u Regionalnom zavodu za zaštitu spomenika u Splitu. Od 1980. do 1988. radi u Leksikografskom zavodu Miroslav Krleža. Zatim je ravnatelj muzeja u Poreču (1988. – 1990.), ravnatelj Regionalnog zavoda za zaštitu spomenika u Rijeci (1990. – 2000.) i Konzervatorskog odjela u Puli. Stručno se usavršava u Parizu (1998), Ateni (2002) i Rimu (2004). Doktorirao je na zagrebačkom Filozofskom fakultetu tezom o građevnom razvoju Eufrazijeve bazilike u Poreču (2007). Predavao je na Filozofskom fakultetu u Rijeci i kasnije na riječkoj Akademiji primijenjenih umjetnosti. 
Autor je i urednik niza znanstvenih knjiga, priloga i članaka. Bavi se srednjovjekovnom umjetnošću u Istri te srednjovjekovnim i renesansnim kiparstvom u Istri i Dalmaciji. Vodio je više konzervatorsko-urbanističkih i restauratorskih projekata (obnova biskupskog kompleksa Eufrazijane). Vodio je restauraciju više srednjovjekovnih crkvi. Ko-autor je postava i koncepta novigradskog Muzeja Lapidarium. Koncipirao je lapidarij u Balama. Napisao je scenarije i vodio više edukativnih emisija na državnoj televiziji. Osnovao je Ured za zaštitu spomenika u Puli. Autor je studije kojom je Eufrazijana kandidirana za ulazak na Popis svjetske baštine pri organizaciji UNESCO, na koji je uvrštena 1997.
Urednik je serije knjiga "Umjetnička baština istarske crkve" koje prezentiraju sakralnu baštinu nastalu na istarskom području od 4. do 19. stoljeća.

## Djela (nepotpun popis)

#### Knjige
- Velika Gospa près de Bale (Istrie) II. L'eglise Velika Gospa près de Bale, vol II., 2009, (s Miljenkom Jurkovićem i Pascale Chevalier)
- Dvije crkve (Sv. Marija Mala kod Bala i Sv. Toma kod Rovinja), 1997.
- Freske crkve Svetog Barnabe u Vižinadi, 2002.
- Novigradski lapidarij – Lapidario di Cittanova, 2006. (s Miljenkom Jurkovićem i Jericom Ziherl)
- Eufrazijana - katedrala u Poreču, 2014.

#### Prilozi knjigama skupnog autorstva
- Qualche paragone e nuovi esempi della scultura lignea rinascimentale in Istria,  La scultura lignea nell’arco alpino 1450-1550: storia, stili e tecniche, Udine 1999, pp. 247-256.
- Breve nota e novitá sulle decorazioni a stucco del periodo paleocristiano in Istria, Stucs et décors de la fin de antiquitè au Moyen âge (Ve – XIIe siècle). Actes du colloque international tenu à Poitiers du 16 au 19 septembre 2004, Bibliothèque de l'antiquitè tardive, 10, 2006, pp. 125-132.
- Aspetto e datazione dei primi edifici cristiani a Paranzo, Cromazio di Aquileia, 388-408. al crocevia di genti e religioni (Udine 2008-09), Milano 2008, pp. 420-427.
- "Barokizacija" crkve sv. Marije Velike kod Bala - primjer poštivanja ranosrednjovjekovnih starina u 18. stoljeću (s Miljenkom Jurkovićem i Ivanom Basićem), Sic ars deprenditur arte (Zbornik Vladimira Markovića), Zagreb 2009, pp. 303-318.
- Du cardo au ‘narthex’ de la cathédrale: contribution à l'étude du développement du groupe épiscopal de Poreč (s Pascale Chevalier), Mélanges d'antiquité tardive (Studiola in honorem Noël Duval), 5, 2004, pp.149-164.
- L'arca en marbre des saints Maur et Eleuthère de Poreč (1247), (s Pascale Chevalier), Le plaisir de l'art du Moyen Âge, Commande, production et réception de l'oeuvre d'art. (Mélanges en hommage à Xavier Barral i Altet), Paris 2012, pp. 115-121.
- Il crocifisso rinascimentale della basilica Eufrasiana di Paranzo e altri esempi di manufatti lignei tra le due sponde dell Adriatico,Atti del convegno internazionale, Venezia, Gallerie dell'Accademia, 18. maggio 2012, Centro studi Antoniani, Padova 2013, pp 133-144.
- Dvije crtice za profesora Rapanića, Munuscula in honorem Željko Rapanić, Zagreb-Motovun-Split, 2012, pp. 327-340.

#### Znanstveni članci
- Prilozi za Nikolu Firentinca i njegov krug, Prilozi povijesti umjetnosti u Dalmaciji, 1988.
- Prilozi za katalog renesansne skulpture u Hrvatskoj, Prilozi povijesti umjetnosti u Dalmaciji (Prijateljev zbornik II), 1992.
- The episcopal palace at Poreč - results of recent exploration and restauration, “Hortus artium medievalium”, 1995.
- Tri priloga za prof. Petriciolija, 1996.[4]
- Venecijanska drvena renesansna skulptura u našim krajevima, kratka rekapitulacija i prinosi katalogu, Prilozi povijesti umjetnosti u Dalmaciji, 40, 2003. – 2004.
- Gruppo scultoreo gotico a Pola, 1976.
- Ranorenesansna grupa Navještenja iz Pule, 1990.
- Contributi per il catalogo delle sculture del Rinascimento in Istria e nel Quarnero, “Arte Veneta”, 1995.
- Nouvelle interpretation du complexe episcopal “Pre-éuphrasien” de Poreč (s Pascale Chevalier), 1998.
- Les églises à double abside d’Istrie et de Dalmatie et le contexte européen, Revue d’Auvergne, 2000.
- Episcopio della Eufrasiana di Parenzo, Association pour l’Antiquité tardive, Bulletin no 11, 2002.
- Novità e proposte per Andrea da Murano intagliatore, Saggi e memorie di storia dell'arte, 30, Venezia 2009.
- Povodom restauracije renesansnog raspela iz Eufrazijane, 2010.[5]
- Crkva sv. Nikole u Puli (nekada posvećena Sv. Mariji), Ars Adriatica, 2, 2012.[6]

## Nagrade
- 2001. Nagrada Europske unije "Europa Nostra" za restauraciju biskupskog kompleksa u Poreču i uspostavu muzeja (2001.)
- 2004. Godišnja nagrada "Vicko Andrić" za zaštitu spomenika
- 2009. Nagrada "Radovan Ivančević" Društva hrvatskih povjesničara umjetnosti za Muzej Lapidarium u Novigradu